# Onitis camerunus
Onitis camerunus là một loài bọ cánh cứng trong họ Bọ hung (Scarabaeidae).